# طلوع زمین

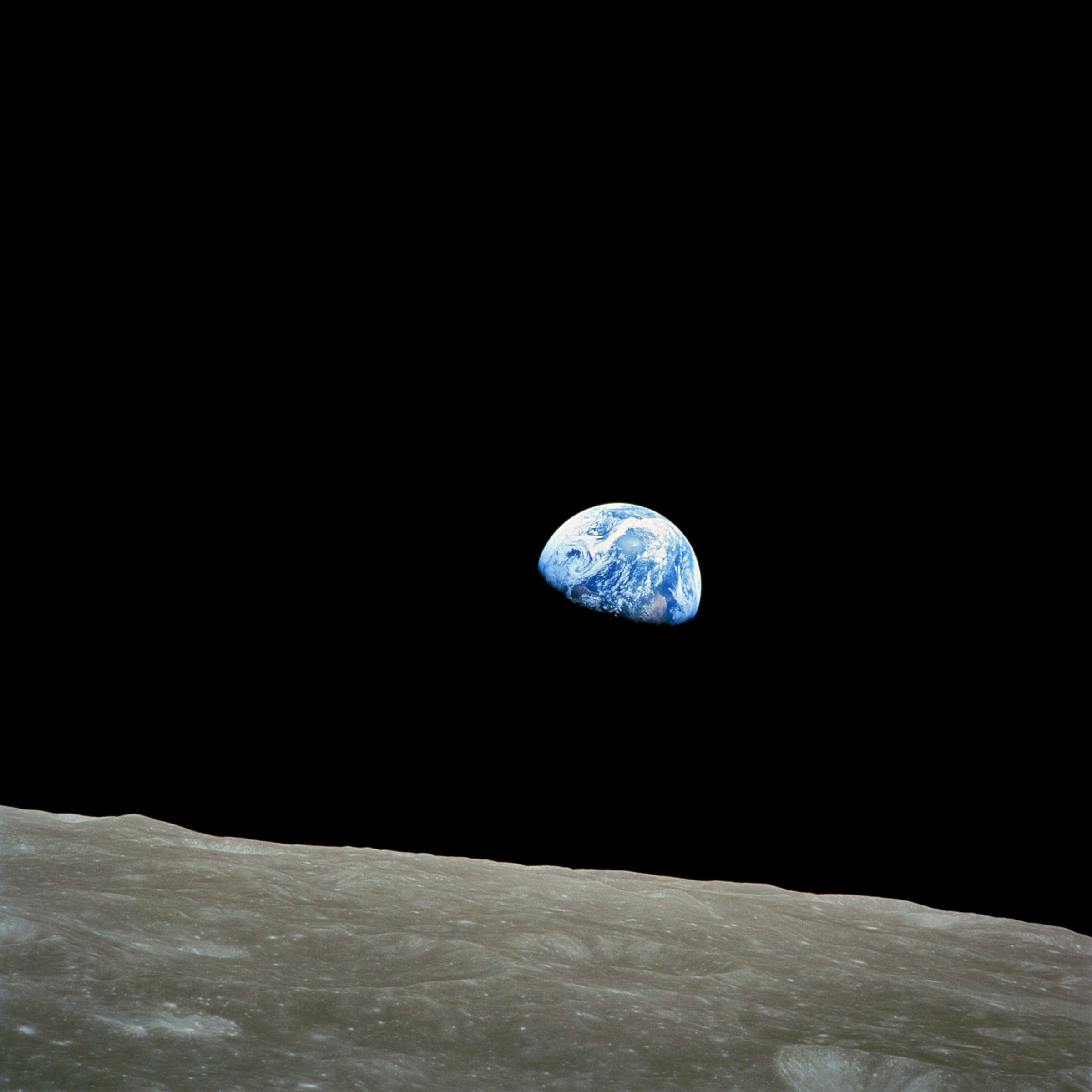
"طلوع زمین" در ۲۴ دسامبر ۱۹۶۸

طلوع زمین (به انگلیسی: Earthrise) نام نگاره‌ای از کره زمین است که در ۲۴ دسامبر ۱۹۶۸ در در ماموریت آپولو ۸ توسط ویلیام اندرز ثبت شد. این صحنه ابتدا توسط فرانک بورمان ثبت شده و سپس اندرز توسط دوربین Hasselblad 500EL نگاره‌ای رنگی از این رخداد ثبت کرد. این نگاره توسط مجله لایف در فهرست ۱۰۰ تصویر متحول کنندهٔ زندگی بشر قرار گرفته است.